# Halysidota
Halysidota este un gen de insecte lepidoptere din familia Arctiidae.

## Galerie

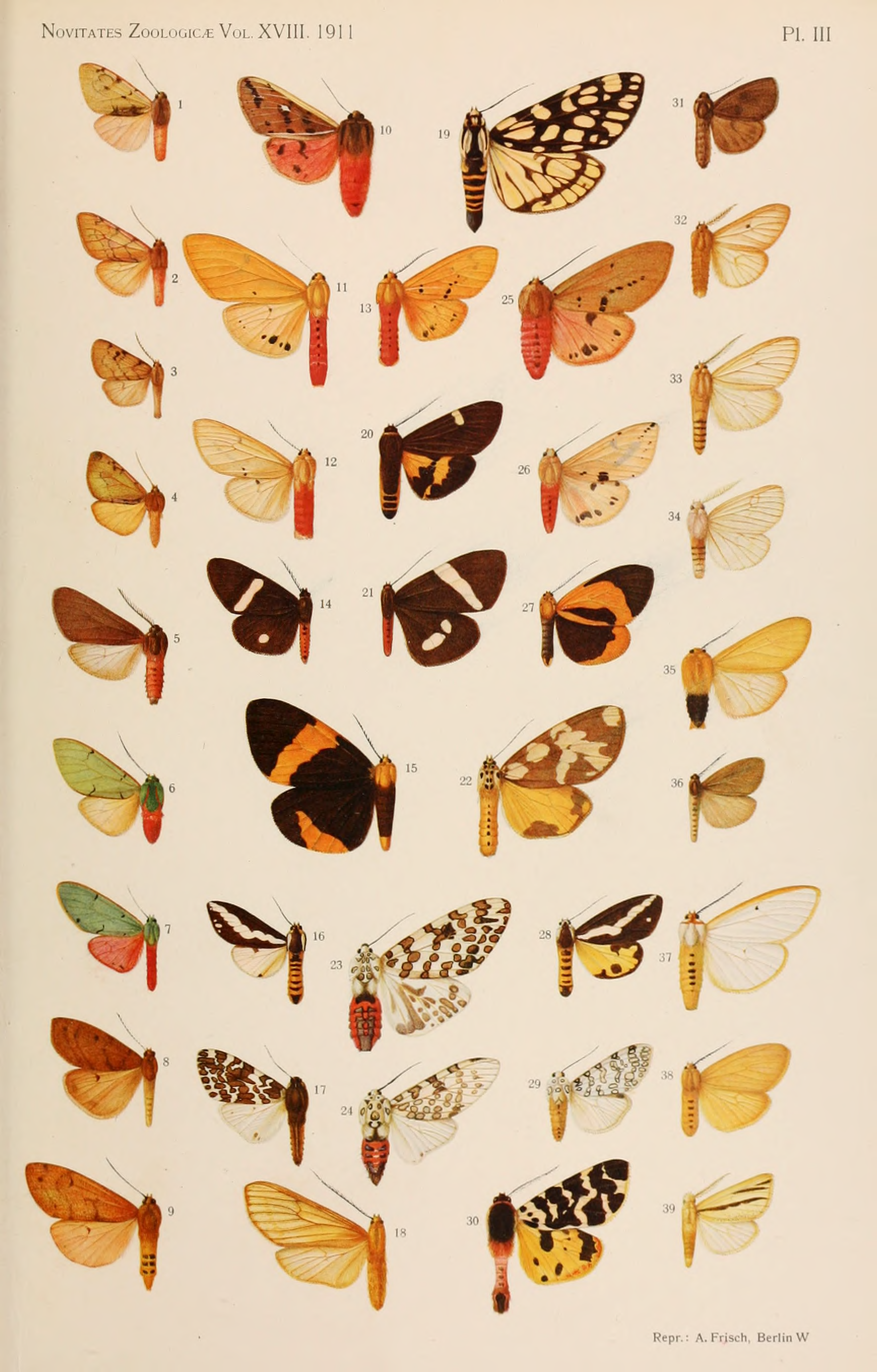

## Specii[1]
- Halysidota anapheoides
- Halysidota antiphola
- Halysidota antipholella
- Halysidota ata
- Halysidota atra
- Halysidota baritioides
- Halysidota brasiliensis
- Halysidota bricenoi
- Halysidota carinator
- Halysidota caripator
- Halysidota cinctipes
- Halysidota conflua
- Halysidota cyclozonata
- Halysidota davisii
- Halysidota donahuei
- Halysidota elota
- Halysidota enricoi
- Halysidota fuliginosa
- Halysidota fumosa
- Halysidota grandis
- Halysidota grata
- Halysidota harrisii
- Halysidota humosa
- Halysidota instabilis
- Halysidota insularis
- Halysidota intensa
- Halysidota interlineata
- Halysidota interstriata
- Halysidota jucunda
- Halysidota leda
- Halysidota lucia
- Halysidota masoni
- Halysidota melaleuca
- Halysidota meridensis
- Halysidota meridionalis
- Halysidota meta
- Halysidota mexiconis
- Halysidota modalis
- Halysidota nigrilinea
- Halysidota orientalis
- Halysidota oslari
- Halysidota pallida
- Halysidota pearsoni
- Halysidota pectenella
- Halysidota rhoda
- Halysidota rindgei
- Halysidota roseofasciata
- Halysidota rusca
- Halysidota ruscheweyhi
- Halysidota sannionis
- Halysidota schausi
- Halysidota semibrunnea
- Halysidota steinbachi
- Halysidota striata
- Halysidota subterminalis
- Halysidota tesselaroides
- Halysidota tessellaris
- Halysidota torniplaga
- Halysidota triphylia
- Halysidota tucumana
- Halysidota tucumanicola
- Halysidota underwoodi
- Halysidota yapacaniae